# Khnemibrê
Khnemibrê, litt. Celui qui embrasse le cœur de Rê est un prénom masculin égyptien.
C'est le nom de Nesout-bity d'Amasis, pharaon de la XXVIe dynastie.